# Giuseppe Fiorelli
Giuseppe Fiorelli (Napoli, 7 giugno 1823 – Napoli, 28 gennaio 1896) è stato un archeologo e numismatico italiano del XIX secolo. È noto per essere l'ideatore della tecnica dei calchi dei cadaveri di Pompei.

## Biografia
Di famiglia originaria di Lucera nacque a Napoli, allora capitale del Regno delle Due Sicilie, iniziò la sua formazione studiando giurisprudenza, ma presto passò allo studio della numismatica. Avendo ottenuto buoni risultati, riuscì a lavorare come numismatico ed archeologo finché ottenne la carica di Ispettore della Soprintendenza e del Museo di Napoli.
Nel 1848 fu coinvolto nei moti liberali, per cui fu recluso in prigione nel carcere di Santa Maria Apparente sino al gennaio 1850, quando fu assunto come contabile da un'impresa di costruzioni. Nel 1853 il Fiorelli si recò a Cuma, attratto dagli scavi archeologici intrapresi in quel periodo dal conte di Siracusa in varie località della Campania. L'archeologo entrò così a far parte dell'entourage del conte e cominciò ad occuparsi con successo di scavi e ritrovamenti. Il conte di Siracusa, impressionato dalla bravura dell'archeologo, affidò al Fiorelli la direzione di tutti i suoi scavi. Nel 1858 Giuseppe Fiorelli concepì un nuovo metodo riguardante gli scavi nel Real Sito di Pompei. Infatti, invece di muoversi alla ricerca di oggetti preziosi come avevano fatto i suoi predecessori, Fiorelli riorganizzò tutti gli scavi suddividendoli in regiones (quartieri) ed insulae (isolati) e numerando ciascun ingresso degli edifici, al fine di poter localizzare con precisione ogni reperto.
Fiorelli intuì anche la possibilità di ottenere dei calchi dalle vittime dell'eruzione colando gesso liquido nel vuoto lasciato dai loro corpi nella cenere (lo stesso con corpi di animali o oggetti un tempo in legno, quali porte, finestre, mobili o alberi), calchi che sono tuttora visibili negli scavi di Pompei.
Alla costituzione del Regno d'Italia divenne direttore, succedendo a Domenico Spinelli, degli scavi archeologici di Pompei, conducendoli con sistematicità e rigore scientifico.
Decise inoltre di aprire al pubblico gli scavi, fissando un biglietto d'ingresso.
Fiorelli fece inoltre realizzare tra il 1861 e il 1879 un plastico in sughero dell'antica città di Pompei; esso si trova tuttora esposto al Museo Archeologico Nazionale di Napoli.
Nel 1866 Fiorelli fondò il Museo Nazionale di San Martino.
Nel periodo fra il 1863 e il 1875, Giuseppe Fiorelli cominciò la riorganizzazione delle collezioni del Museo Nazionale di Napoli (continuata poi da Paolo Orsi), come pure tutto il patrimonio archeologico acquisito precedentemente. Infatti fece stilare un nuovo inventario generale degli oggetti (che sostituiva gli inventari parziali di epoca borbonica redatti da Michele Arditi, da Francesco Maria Avellino e da Domenico Spinelli), inventario suddiviso per categorie e classi di materiali, che è quello tuttora in vigore presso la Soprintendenza Speciale per i beni archeologici di Napoli e Pompei.
Fondò la Scuola Archeologica di Pompei e nel 1875 pubblicò la Descrizione di Pompei, prima guida scientifica della città. Tra il 1878 e il 1880 a Roma collaborò agli scavi del Foro Romano.
Massone, con Giustiniano Lebano, che ereditò il lascito ermetico di Domenico Bocchini, cercò di ravvivare, assieme ad altri ermetisti, quali Gaetano Petriccione, Antonio Pasquale De Santis, Giuseppe Ricciardi, Domenico Angherà, la tradizione ermetica di origine egizia alessandrina, dando origine al Grande Oriente Egizio.
Dopo l'unità d'Italia ebbe l'incarico di creare la Divisione antichità e Belle Arti all'interno del Ministero della Pubblica Istruzione e creò l'intera organizzazione del settore, istituendo centri in tutte le città capitali di regione e in tutti i centri abitati, nominando Ispettori, sinché non riuscì adottenere dei regolari concorsi ed a mandare archeologi specialisti acapo dei più importanti Istituti. Suo principale impegno fu pubblicare con regolarità annuale le relazioni a lui trasmesse da tali archeologi corredate di disegni fotografie e succinte, ma esaurienti descrizioni degli scavi d loro condotti, per la cui edizione fondò il periodico "Notizie degli Scavi, curato dal Ministero attraverso l'Accademia dei Lincei. Stabilì che ogni scavo fosse documentato con un "giornale di scavo che doveva essere mandato in copia a Roma. A lui si deve quindi la creazione di un sistema di tutela, valorizzazione e promozione della ricerca sistematica dei siti che non ha avuto per molto tempo pari in altri paesi e che è stato imitato in tutte le nazioni occidentali.
Morì a Napoli nel 1896.

## Incarichi
- prof. Archeologia univ. Napoli (1860-63)
- Direttore Museo di Napoli
- Direttore Scavi Pompei
- Senatore del Regno (1865)
- Direttore Generale delle Antichità e Belle Arti
- Fonda a Pompei la Scuola di Archeologia, in seguito Scuola Italiana di Archeologia
- Fonda (1876) la rivista scientifica di Archeologia Notizie degli Scavi

## Opere
- Osservazioni sopra talune monete rare di città greche
- Monete inedite dell'Italia antica, Napoli, 1845, 22, n° 9.
- "Pompeianarum Antiquitatum Historia". La storia degli scavi di Pompei (1860 - 1864)
- Catalogo del Museo Nazionale di Napoli: Medagliere , Vol. I, Monete Greche , Museo Archeologico Nazionale di Napoli, 1870
- Catalogo del Museo Nazionale di Napoli: Collezione Santangelo, Napoli, 1866-67
- Descrizione di Pompei, 1875
- Guida di Pompei , Roma (Tipografia Elzeviriana), 1887, 112 p.[7]
- Innumerevoli relazioni in Notizie degli Scavi di Antichità

## Intitolazioni
A Giuseppe Fiorelli sono intitolati una via e il Museo di Archeologia Urbana a Lucera, città di cui l'archeologo era originario, una via a Roma e una via e una scuola media nel quartiere Chiaia di Napoli.